# 扎莫希奇主教座堂

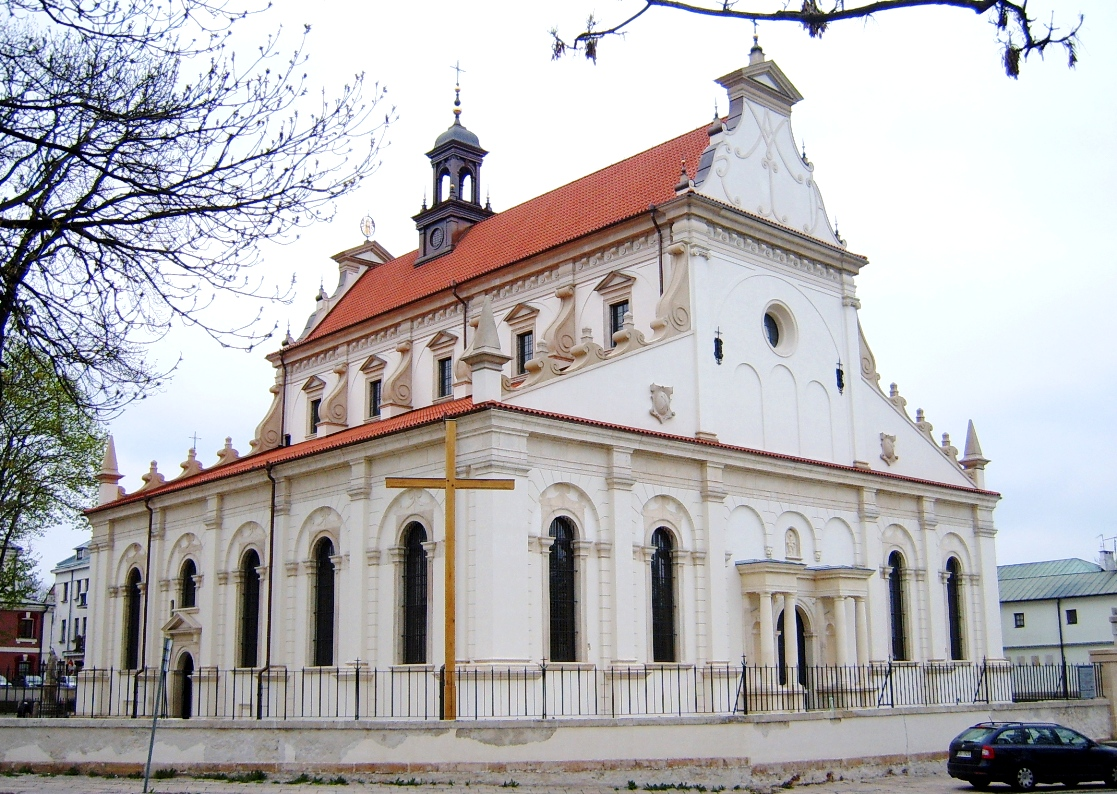
扎莫希奇主教座堂

扎莫希奇主教座堂（Zamość Cathedral），又名耶穌復活和聖多默主教座堂，是波蘭城市扎莫希奇的一座羅馬天主教的主教座堂，位於扎莫希奇舊城。這座教堂修建於16世紀後期，設計者是意大利建築家Bernardo Morando。